# Biochemical and Biophysical Research Communications
Biochemical and Biophysical Research Communications est une revue scientifique sur la biochimie et la biophysique. Elle est publiée par Elsevier Science depuis 1959.